# ムバラク・ハッサン・シャミ
ムバラク・ハッサン・シャミ、ムバーラク・ハッサン・シャーミー（Mubarak Hassan Shami アラビア語: مبارك حسن شامي 1980年12月1日- ）旧名Richard Yatichは、ケニア生まれでカタールの陸上競技選手。専門はハーフマラソンおよびマラソン。
2005年10月に行われた世界ハーフマラソン選手権で銀メダルを獲得した。また2007年4月15日のパリマラソンで優勝、その年の世界陸上ではマラソンに出場し銀メダルを獲得している。
2008年の北京オリンピック代表として男子マラソンに出場したが途中棄権となった。

## 主な戦績
| 年   | 大会名                         | 開催地       | 結果 | 種目           | 記録          |
| ---- | ------------------------------ | ------------ | ---- | -------------- | ------------- |
| 2005 | ウィーンマラソン               | ウィーン     | 優勝 | マラソン       | 2時間12分20秒 |
| 2005 | ヴェニスマラソン               | ヴェネチア   | 優勝 | マラソン       | 2時間09分22秒 |
| 2005 | 世界ハーフマラソン選手権       | エドモントン | 2位  | ハーフマラソン | 1時間01分09秒 |
| 2006 | プラハマラソン                 | プラハ       | 優勝 | マラソン       | 2時間11分11秒 |
| 2006 | 世界ロードランニング選手権大会 | デブレツェン | 8位  | 20 km          | 57分33秒      |
| 2006 | アジア競技大会                 | ドーハ       | 優勝 | マラソン       | 2時間12分44秒 |
| 2007 | 世界クロスカントリー選手権     | モンバサ     | 8位  | シニア8km      | 37分09秒      |
| 2007 | パリマラソン                   | パリ         | 優勝 | マラソン       | 2時間07分17秒 |
| 2007 | 世界陸上競技選手権大会         | 大阪         | 2位  | マラソン       | 2時間17分18秒 |
| 2008 | びわ湖毎日マラソン             | 大津         | 優勝 | マラソン       | 2時間08分23秒 |
| 2010 | アジア競技大会                 | 広州         | 3位  | マラソン       | 2時間12分53秒 |

## 自己ベスト
| 距離           | 結果          | 年月日         | 場所         |
| -------------- | ------------- | -------------- | ------------ |
| 10 km          | 27分59秒      | 2006年10月8日  | デブレツェン |
| 15 km          | 42分43秒      | 2003年11月16日 | ナイメーヘン |
| 20 km          | 57分33秒      | 2006年10月8日  | デブレツェン |
| ハーフマラソン | 1時間00分47秒 | 2007年3月11日  | パリ         |
| 25 km          | 1時間15分01秒 | 2008年3月2日   | 大津         |
| 30 km          | 1時間30分17秒 | 2008年3月2日   | 大津         |
| マラソン       | 2時間07分19秒 | 2007年4月15日  | パリ         |